# Klintbergen
Klintbergen är en kulle i Åland (Finland). Den ligger i den östra delen av landskapet, 27 km nordost om huvudstaden Mariehamn. Toppen på Klintbergen är 10 meter över havet. Klintbergen ligger på ön Fasta Åland.
Terrängen runt Klintbergen är platt. Havet är nära Klintbergen åt nordost. Trakten är glest befolkad. Närmaste större samhälle är Finström, 17,5 km väster om Klintbergen. 
I omgivningarna runt Klintbergen växer i huvudsak barrskog.